# Albuch
Der Albuch (gelegentlich auch das Albuch bzw. Aalbuch) ist ein nordöstlich gelegener Teil der Schwäbischen Alb, westlich der Talachse von oberem Kocher und oberem Brenztal zwischen Aalen im Nordosten, Heidenheim an der Brenz im Osten  und Geislingen an der Steige im Westen.

## Namensursprung
In schriftlichen Quellen findet sich der Name „Albuch“ erstmals in der Mitte des 12. Jahrhunderts von Mönch Ebo verfassten Lebensbeschreibung des Bischofs Otto von Bamberg. Der Name wird als „Adelbuch“, Wald des Adels, gedeutet.

## Natur

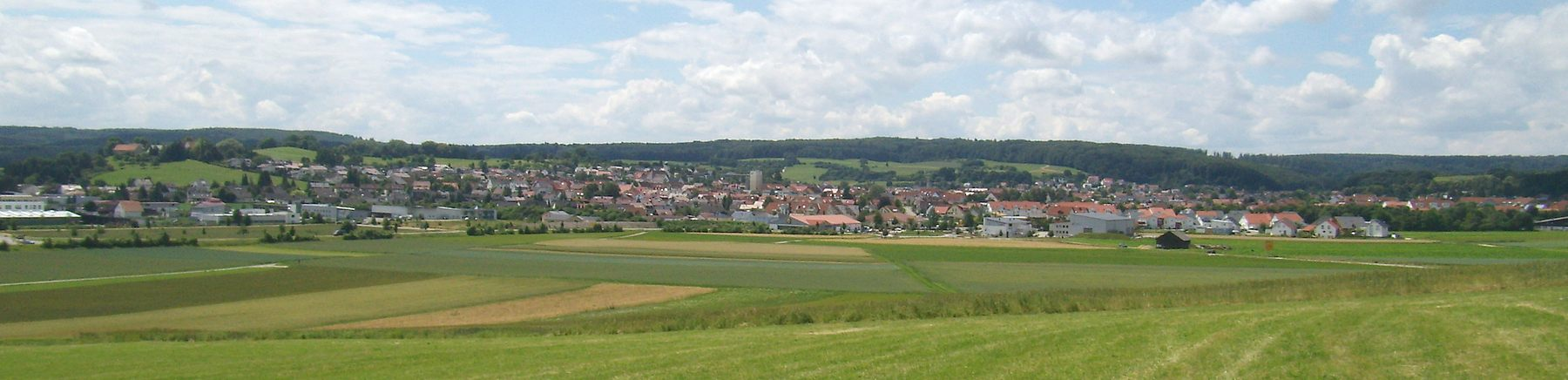
Panoramaansicht vom östlichen Rand auf den nördlichen Teil des Steinheimer Beckens mit Steinheim. Links liegt der Zentralberg, die Hügelkette im Hintergrund stellt den westlichen Rand dar.

Der Charakter des Albuchs wird durch weite Wälder, Hochflächen, Wacholderheiden und bewaldete Steilhänge geprägt. Trotz des unwirtlichen Klimas ist schon eine frühe Besiedelung nachweisbar, die sich nicht zuletzt durch zahlreiche Grabhügel aus der Keltenzeit zeigt. Durch die von Wasseradern geformten Aushöhlungen in Kalklandschaft findet man eine Vielzahl von Dolinen (eingestürzte Oberflächenhöhlen), wie das ca. 62 m tiefe Wollenloch kurz vor dem Abfall ins Brenz- bzw. Kochertal nahe der Gemeindegrenze zwischen Königsbronn und Oberkochen. Zum Teil füllten diese sich mit Regenwasser, wodurch Hülben entstanden, die auch als Tränken für Wild und Vieh dienen. Eine weitere landschaftliche Besonderheit des Albuchs ist das Steinheimer Becken, das vor etwa 15 Millionen Jahren beim Einschlag eines etwa 150 Meter großen Meteoriten entstand.
Reizvolle Ausflugsziele sind unter anderem das Wental, ein Trockental mit einer Ansammlung bizarrer Kalksteinformationen und der Albtrauf, der nordwestliche Rand der Hochfläche, von dem aus sich grandiose Ausblicke z. B. auf die Drei Kaiserberge Hohenstaufen, Stuifen und Rechberg bieten. Einer dieser Aussichtspunkte ist die Burgruine Rosenstein auf dem Rosenstein oberhalb der Stadt Heubach.

## Orte auf dem Albuch
- Lauterburg
- Bartholomä
- Steinheim am Albuch
- Zang
- Gerstetten
- Dettingen am Albuch
- Söhnstetten
- Böhmenkirch
- Gussenstadt

## Wanderwege durch den Albuch
- Albschäferweg
- Fränkisch-Schwäbischer Jakobsweg

## Sonstiges
Auf der Württembergkarte aus dem Jahre 1559 und der Karte des Schwäbischen Kreises 1572 ist der Albuch fälschlicherweise nördlich von Schwäbisch Gmünd statt südöstlich der Stadt eingetragen.